# أولاد مسعود (أولاد داوود)
أولاد مسعود هو دُوَّار يقع بجماعة أولاد داوود ازخانين، إقليم الناظور، جهة الشرق في المملكة المغربية. ينتمي الدوّار لمشيخة أولاد داوود التي تضم 3 دواوير. يقدر عدد سكانه بـ 737 نسمة حسب الإحصاء الرسمي للسكان والسكنى لسنة 2004.

## روابط خارجية
- البوابة الوطنية للجماعات الترابية
- المندوبية السامية للتخطيط